# West Newton (East Riding of Yorkshire)
West Newton – osada w Anglii, w hrabstwie East Riding of Yorkshire. Leży 14 km na północny wschód od miasta Hull i 257 km na północ od Londynu.